# Coptotettix darlingtoni
Coptotettix darlingtoni är en insektsart som beskrevs av Rehn, J.A.G. 1952. Coptotettix darlingtoni ingår i släktet Coptotettix och familjen torngräshoppor. Inga underarter finns listade i Catalogue of Life.